# 대한조선학회
대한조선학회는 조선해양공학의 발전과 응용 및 보급에 기여함으로써 과학기술진흥에 이바지함을 목적으로 1976년 1월 31일 설립허가된 대한민국 미래창조과학부 소관의 사단법인이다. 사무실은 135-703 서울특별시 강남구 역삼동 635-4 한국과학기술회관 508호에 있다.